# Wojciech Magdziarz
Wojciech Stanisław Magdziarz (ur. 22 marca 1943 w Warszawie, zm. 27 lipca 2022 w Krakowie) – doktor nauk humanistycznych w zakresie historii, jeden z głównych polskich specjalistów w dziedzinie nowożytnej historii Francji, zwłaszcza okresu króla Ludwika XIV; autor licznych artykułów z tego zakresu. Był pracownikiem naukowo-dydaktycznym Zakładu Historii Powszechnej Nowożytnej Uniwersytetu Jagiellońskiego. Autor kilku monografii, w tym biografii Ludwika XIV, monografii jego dworu oraz biografii Anny Austriackiej, kardynała Richelieu i św. Wincentego à Paulo.
Od czasów licealnych zaangażowany był w działalność antykomunistyczną, potem w tworzenie struktur NSZZ „Solidarność” na Uniwersytecie Jagiellońskim, członek Komisji Zakładowej. W latach 1982–1989 był zaangażowany w prowadzenie niezależnej działalności dydaktycznej w formie wykładów dla studentów. Współpracował z podziemnymi strukturami Niezależnego Zrzeszenia Studentów. Kolportował wydawnictwa drugoobiegowe.
W 2018 r. został odznaczony Krzyżem Oficerskim Orderu Odrodzenia Polski i Krzyżem Wolności i Solidarności.
Był jednym z redaktorów miesięcznika Universitas – pisma pracowników Uniwersytetu/UKZ NSZZ „Solidarność” Uniwersytetu Jagiellońskiego, ukazującego się od 1981 do 1991 r.
Pochowany został na Cmentarzu Salwatorskim w Krakowie w grobowcu rodziny Białas (grób numer: SC10/2/5).